# OQ Большой Медведицы
OQ Большой Медведицы (лат. OQ Ursae Majoris) — двойная затменная переменная звезда типа W Большой Медведицы (EW) в созвездии Большой Медведицы на расстоянии приблизительно 1440 световых лет (около 442 парсеков) от Солнца. Видимая звёздная величина звезды — от +13,7m до +13m. Орбитальный период — около 0,2834 суток (6,8005 часов).